# Salman bin Ibrahim Al Khalifa

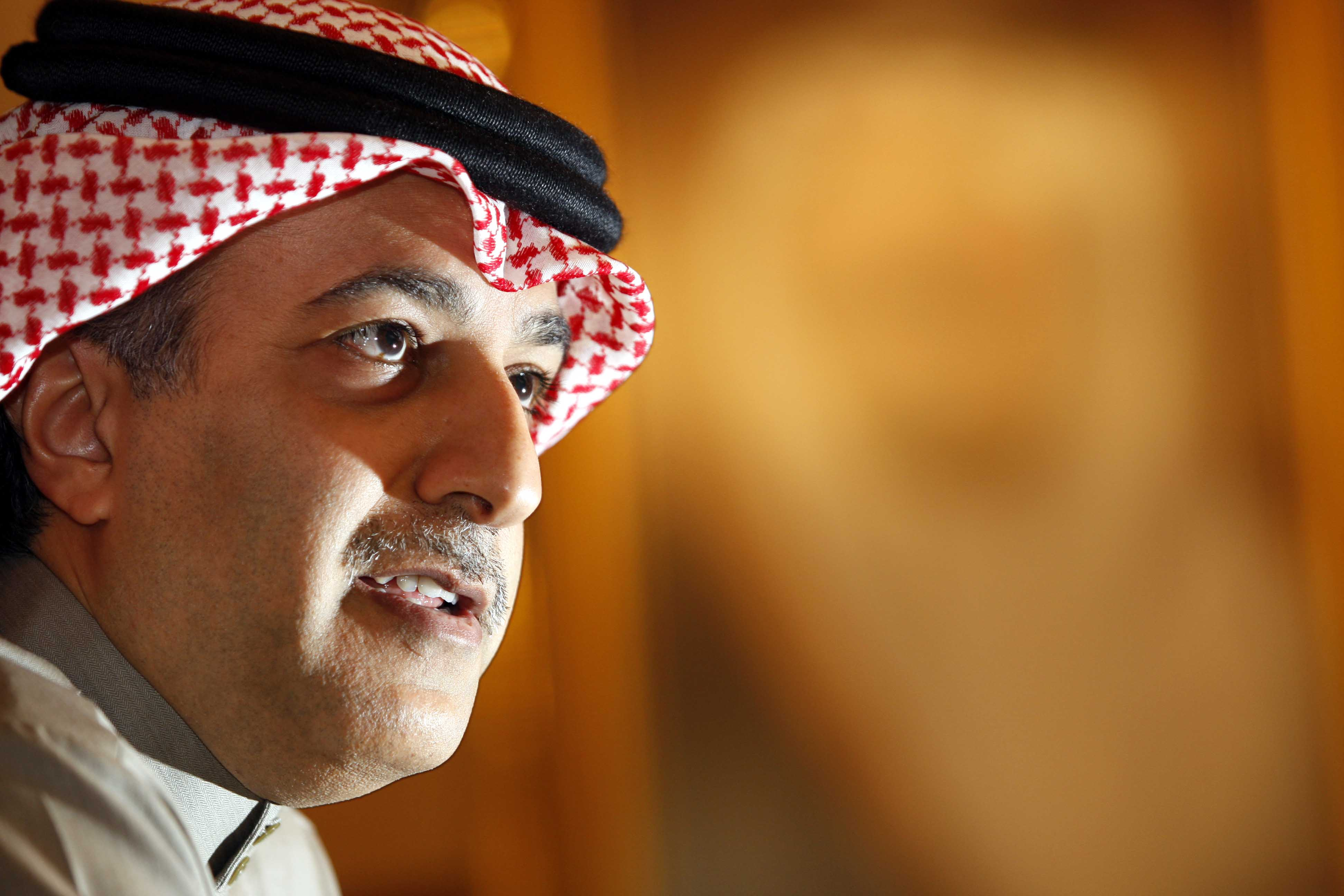
Salman bin Ibrahim Al Khalifa

Salman bin Ibrahim Al Khalifa (arabiska: سلمان بن ابراهيم آل خليفة), född 2 november 1965 i Ar Rifā‘, är en bahrainsk schejk och fotbollsfunktionär som tillhör Bahrains kungafamilj. 

## Biografi
Al Khalifa föddes den 2 november 1965 i Ar-Rifā‘ i Bahrain och tog 1992 kandidatexamen i   litteratur och historia i universitetet i Bahrain.
Al Khalifa valdes till ordförande för Bahrains fotbollsförbunds landslagskommitté år 1996 och blev sedan vice ordförande innan han började leda det igen.Han blev dessutom ordförande i disciplinkommittén under OS i Peking 2008 och hade dessutom en roll i den disciplinära kommittén under både klubblags-VM och världsmästerskapet i strandfotboll. Samma sak hände under Världsmästerskapet i fotboll för damer 2003, Olympiska sommarspelen 2004 och U20-världsmästerskapet i fotboll 2005. I FIFA:s tekniska utvecklingskommitté blev han medlem 2010.
Al Khalifa är sedan 2013 ordförande i Asiatiska fotbollsförbundet och var 2002–2013 ordförande i Bahrains fotbollsförbund. Han är 2016 en av kandidaterna till att efterträda Sepp Blatter på posten som Fifa-ordförande. Reportrar utan gränser har krävt att FIFA "inte väljer en fiende av pressfrihet som sin president". Al Khalifa har bland annat satt upp en kommission för att identifiera idrottare som sympatiserar med eller deltar i demonstrationer mot regeringen.